# Ngày Nay (tuần báo)

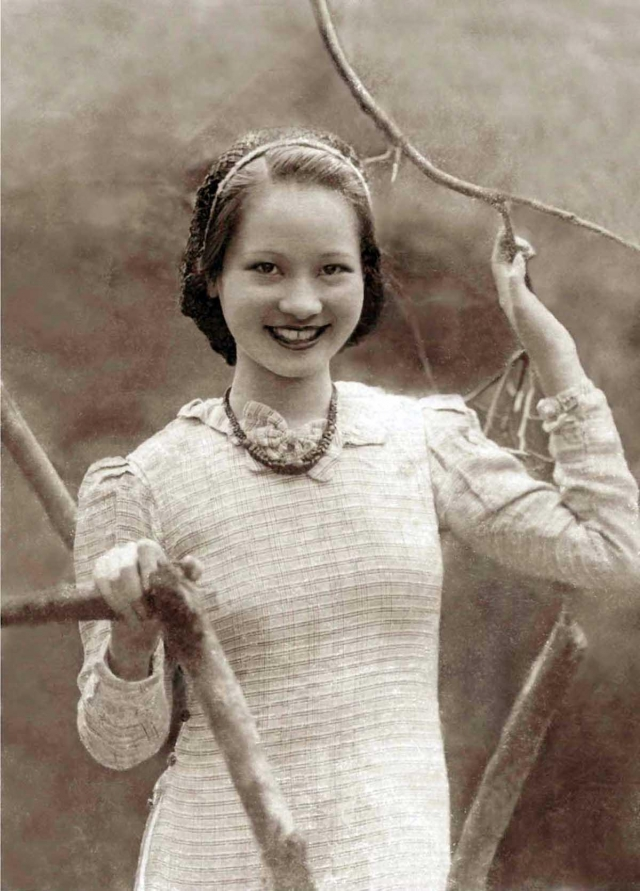
Một trang báo Ngày Nay cổ động y phục cải cách.

Ngày Nay là một tuần báo do Tự Lực văn đoàn chủ trương, phát hành định kỳ suốt giai đoạn 1935–40 và tồn tại như một phiên bản thay thế tờ Phong Hóa đã bị cấm. Ban sơ đối tượng độc giả trọng yếu mà Ngày Nay hướng đến là nữ phái, mãi về sau mới bành trướng dần sang các đối tượng khác, nhưng rất chậm.